# Ursus 1614
Ursus 1614 – ciężki ciągnik rolniczy z rodziny Ursusów, produkowany w latach 1984–2009 przez Zakłady Mechaniczne Ursus w Warszawie. Wyprodukowano 4857 egzemplarzy tego modelu.
Dane techniczne:
- Typ silnika – DS Martin Z8602.12
- Moc silnika – 114 kW (155 KM)
- Maks. moment obrotowy – 566,6 Nm
- Liczba biegów przód/tył – 12/6 lub 16/8
- Maks. prędkość jazdy – 31 km/h lub 39 km/h
- Wał odbioru mocy – niezależny, 540/1000 obr./min
- Wydatek hydrauliki zewn. – 55 l/min.
- Udźwig podnośnika – 5500 kg
- Szybkozłącza hydrauliki zewn. – 5
- Koła przednie – 14,9 R24
- Koła tylne – 18,4 R38
- Masa bez obciążników – 5028 kg
- Masa z obciążnikami – 6460 kg.